# Economia do Iraque
A economia do Iraque continua dependente do setor petrolífero, que é responsável por mais de 90% das receitas do governo e mais de 80% das exportações. Em 2012 as exportações diárias de petróleo cresceram de 2,2 milhões de barris-dia para 2,6 milhões de barris-dia. As receitas do governo cresceram à medida em que os preços internacionais do petróleo se mantiveram elevados durante aquele ano. Após a derrubada de Saddam Hussein em 2005 por países liderados pelos EUA, como a Inglaterra, Itália e Japão – o novo governo faz planos para reduzir a dependência de seu "ouro negro", atraindo investidores estrangeiros principalmente, num primeiro momento, para a reconstrução do Iraque.
Nos últimos anos, a melhora das condições de segurança do país e o gradual retorno dos investimentos têm ajudado a dinamizar a economia, especialmente nos setores de energia, construção civil e comércio. Um crescimento econômico mais duradouro, uma saúde fiscal de longo prazo e uma melhora geral do padrão de vida dependerão da aprovação, pelo governo central, de importantes políticas de reformas. A economia do país se encontra em uma grave crise devido a abertura econômica do Irã e a guerra de preços do petróleo promovida pela Arábia Saudita. As cidades sob o jugo do EIIL receberam novos equipamentos agrícolas para colheita de trigo em 2014.